# Hoa loa kèn vằn
Hoa loa kèn vằn (danh pháp hai phần: Lilium lancifolium) hay quyển đơn là một loài thực vật có hoa trong họ Liliaceae, còn có các tên gọi bắt nguồn từ Trung Quốc như hổ bì bách hợp（tiếng Anh: tiger lily), bách hợp Nghi Hưng, bách hợp Thái Hồ, bách hợp Hồ Châu,  bách hợp Long Sơn, đảo thuỳ liên, dược bách hợp, khổ bách hợp, hoàng bách hợp.
Nó có nguồn gốc từ các tỉnh Giang Tô, Chiết Giang, An Huy, Giang Tây, Hồ Nam, Hồ Bắc, Quảng Tây, Tứ Xuyên, Trùng Khánh, Thanh Hải, Tây Tạng, Cam Túc, Thiểm Tây, Sơn Tây, Hà Nam, Hà Bắc, Bắc Kinh, Sơn Đông, Cát Lâm của Trung Quốc, ngoài ra còn xuất hiện tại Bán đảo Triều Tiên và Nhật Bản.
Phần thân hành của hoa được sử dụng làm thực phẩm và dược liệu quan trọng, cùng tên với hoa lan châu bách hợp (兰州百合) và long nha bách hợp (龙牙百合).
Loài này được Thunb. miêu tả khoa học đầu tiên năm 1794.

## Phân bố
Phạm vi bản địa của cây bao phủ vùng liên bang Viễn Đông Nga  tới Nhật Bản và Tibet, một số tỉnh ở Trung Quốc và bán đảo Triều Tiên. Cây cũng xuất hiện rải rác khi mọc hoang trong vườn ở Bắc Mỹ, đặc biệt là miền đông Hoa Kỳ và đã xâm nhập tại  một số bang miền nam như Georgia.

## Tên gọi
Các tên tiếng La-tinh
Các nhà thực vật trong nhiều năm coi  L. tigrinum  (sau Ker Gawler) tên khoa học chính xác cho đến khi xác định rằng tên cũ  L. lancifolium  (sau Thunberg) đề cập đến cùng một loài, và sau này trở thành tên được chấp nhận.
Các tên gọi địa phương
Tên thường gọi của nó là  'tiger lily' . Mặc dù tên này không rõ ràng đối với một số loài, nhưng được áp dụng chính xác cho riêng loài này.
Tên thường gọi trong tiếng Nhật oni-yuri (鬼百合  lit. "quỷ bách hợp") nay hầu hết được sử dụng cho loài  L. lancifolium . Tên thay thế tengai-yuri (天蓋百合  lit. "thiên cái bách hợp"), được ghi chép sớm nhất từ năm 1900, với sự tham khảo từ giống hoa ra hoa kép yae-tengai (八重天蓋 bát trọng thiên cái), đã trở lại nhiều hơn trong các tác phẩm văn học gần đây.
Một loài cây tên on-yuri được ghi nhận trong văn học những năm 1900 là Kentan (巻丹  lit. "quyển đan"), giống tên gọi trong tiếng Trung Quốc, 卷丹 quyển đan.

## Mô tả chung

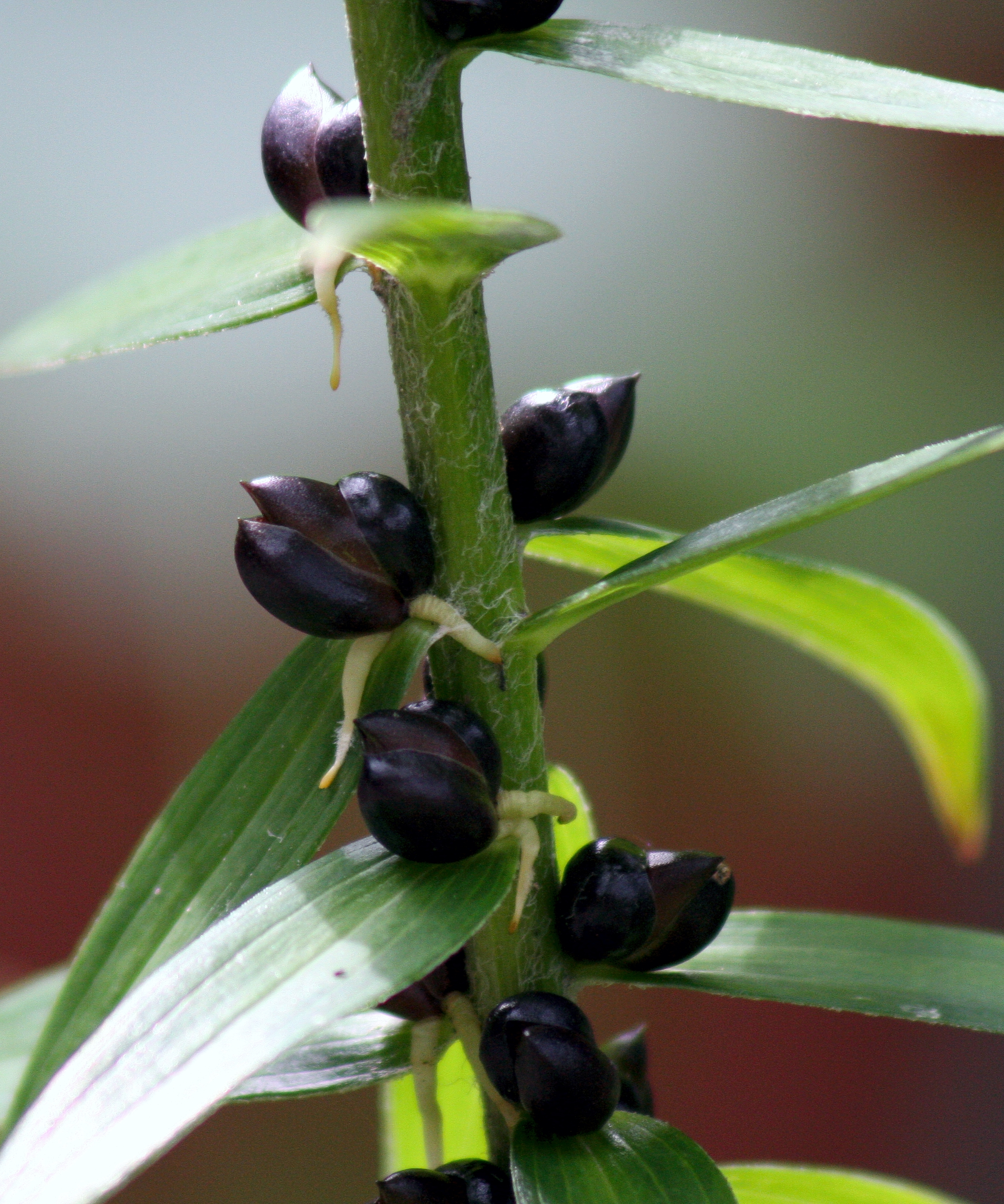
Các mầm non ở kẽ lá cây Lilium lancifolium cho thấy rễ vào cuối mùa hè.

Giống như các loài thuộc họ bách hợp, những bông hoa mọc ra trên những thân cây thẳng đứng cao 80–200 xentimét (31–79 in) và ra lá hình dao lưỡi chích (lanceolate) dài 6–10 xentimét (2,4–3,9 in) và rộng 1–2 xentimét (0,39–0,79 in). Lilium lancifolium sinh ra các chồi con trên không, được gọi là mầm non ở kẻ lá, trong nách lá. Mầm non của kẽ lá không phổ biến ở một số loài  Lilium  và sinh các cây mới là bản sao của cây ban đầu.
Các bông hoa không có mùi. Mỗi bông hoa kéo nở vài ngày và nếu thụ phấn sẽ tạo ra những quả nang có nhiều hạt mỏng.

## Các biến thể

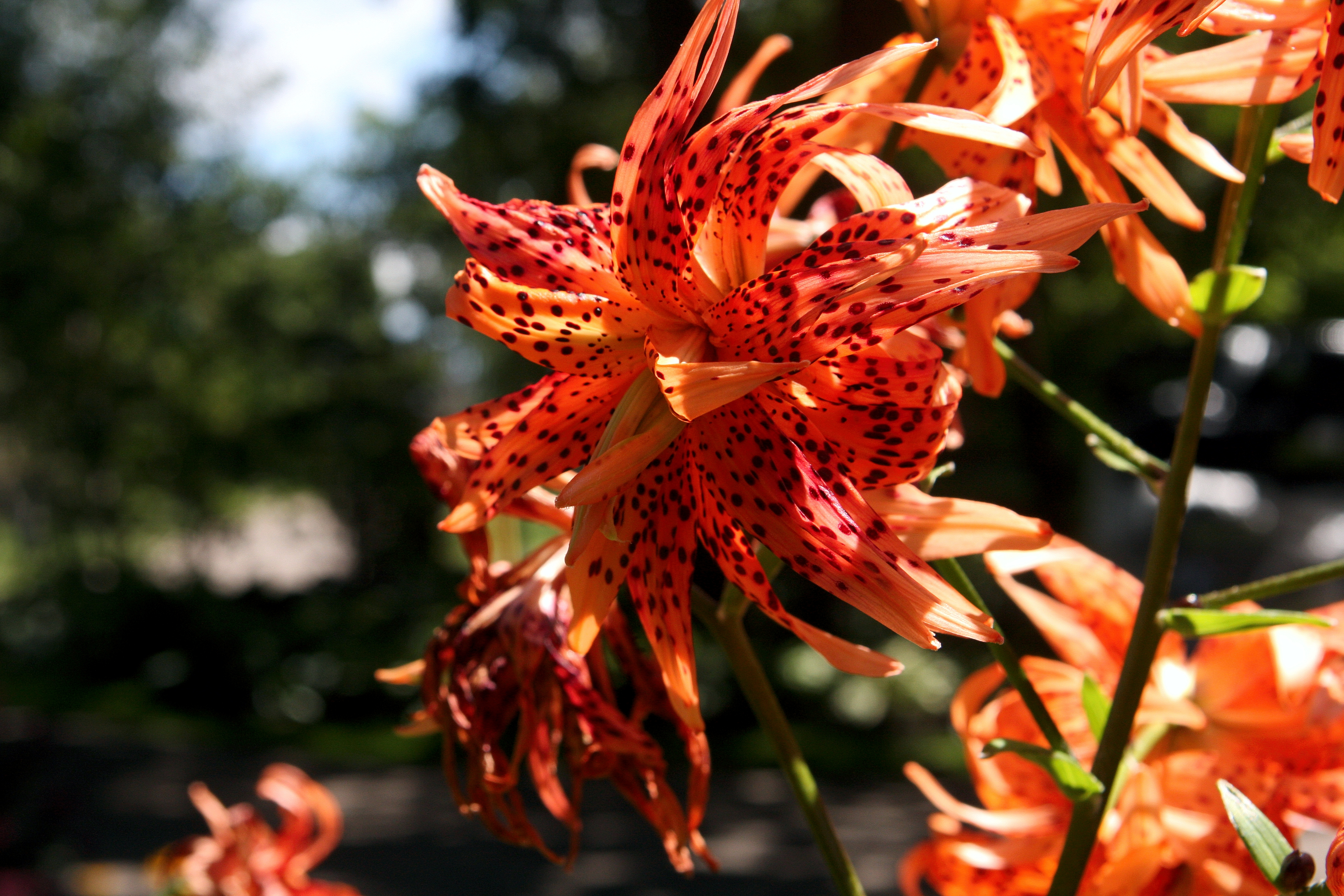
Lilium lancifolium 'Flore Pleno' (hoa kép)

Tên gọi của một số giống tại một số thời điểm là:
- Lilium lancifolium var. densum W.Bull
- Lilium tigrinum var. fortunei Standish
- Lilium tigrinum var. splendens Van Houtte
- Lilium tigrinum var. flore-pleno auct.
- Lilium tigrinum var. erectum G.F.Wilson
- Lilium tigrinum var. plenescens Waugh
- Lilium lancifolium var. flaviflorum Makino
- Lilium lancifolium var. fortunei (Standish) V.A.Matthews
- Lilium lancifolium var. splendens (Van Houtte) V.A.Matthews

Giống hoa kép  Lilium tigrinum flore pleno , giống hoa kép, đã được xuất khẩu ra khỏi Nhật Bản bởi nhà thực vật học William Bull kể từ 1869.

## Thu hoạch và công dụng
Loài cây này mọc hoang và hái lấy củ làm thức ăn cho vật nuôi ở châu Á. Giống cây trồng 'Splendens' đã giành được Giải thưởng Award of Garden Merit của Hiệp hội Làm vườn Hoàng gia.

## Tính độc với mèo
Một nghiên cứu về trường hợp điều trị thành công trên mèo ăn phải loài cây này đã được công bố năm 2007.

## Các chú thích
1. ↑  Cf. Czerepanov (1995). p. 308,[8] và Kharkevich, S.S. (ru) (ed.) (1987).[9]
2. ↑  Theo Quy tắc danh pháp quốc tế cho tảo, nấm và thực vật, tên cũ được ưu tiên.
3. ↑  Một cuốn sách bằng tiếng Anh năm 1894 không chọn  tengai  mà thay vào đó là "ryori-yuri" như một tên gọi khác của  L. tigrinum .[24] But ryōri-yuri (料理百合?  lit. "liệu lí bách hợp") là tên của  yamayuri  ( L. auratum ) theo một cuốn sách tham khảo khác.[25]